# Marija Krasavinová
Marija Krasavinová (rusky: Мария Красавина, * 3. srpna 1990 Jekatěrinburg) je bývalá ruská reprezentantka ve sportovním lezení a ledolezení. Mistryně světa a vítězka světového poháru v lezení na rychlost. Trénoval ji Sergej Sergejev.

## Biografie
K horolezectví ji přivedl otec, závodům ve sportovní lezení se věnovala také její mladší sestra. Po studiu ekonomie a managementu na vysoké škole Uralské Federální univerzity se na podzim roku 2014 vdala a odstěhovala se z Jekatěrinburgu do města Ťumeň.

## Výkony a ocenění
- nominace na světové hry 2013 v Cali, kde byla druhá
- mistryně sportu Ruska v horolezectví

### Závodní výsledky - sportovní lezení
| Světové hry | Světové hry |
| Rok         | 2013        |
| ----------- | ----------- |
| Rychlost    | 2           |

| Arco Rock Master | Arco Rock Master |
| Rok              | 2010             |
| ---------------- | ---------------- |
| Rychlost         | 16               |

| Mistrovství světa | Mistrovství světa | Mistrovství světa |
| Rok               | 2014              | 2018              |
| ----------------- | ----------------- | ----------------- |
| Rychlost          | 1                 | 3                 |

| Světový pohár       | Světový pohár | Světový pohár | Světový pohár | Světový pohár |
| Rok                 | 2011          | 2012          | 2014          | 2015          |
| ------------------- | ------------- | ------------- | ------------- | ------------- |
| Rychlost            | 2             | 3             | 1             | 1             |
| jednotlivě* (x/x/x) |               |               |               |               |

* poznámka: nalevo jsou poslední závody v roce
| Mistrovství Evropy | Mistrovství Evropy | Mistrovství Evropy |
| Rok                | 2015               | 2017               |
| ------------------ | ------------------ | ------------------ |
| Rychlost           | 3                  | 4                  |

| Mistrovství Ruska | Mistrovství Ruska |
| Rok               | 2010              |
| ----------------- | ----------------- |
| Rychlost          | 3                 |

### Závodní výsledky - ledolezení
| Mistrovství světa v ledolezení | Mistrovství světa v ledolezení |
| Rok                            | 2015                           |
| ------------------------------ | ------------------------------ |
| Rychlost                       | 3                              |

| Světový pohár v ledolezení | Světový pohár v ledolezení | Světový pohár v ledolezení | Světový pohár v ledolezení | Světový pohár v ledolezení | Světový pohár v ledolezení | Světový pohár v ledolezení |
| Rok                        | 2010                       | 2011                       | 2012                       | 2013                       | 2014                       | 2015                       |
| -------------------------- | -------------------------- | -------------------------- | -------------------------- | -------------------------- | -------------------------- | -------------------------- |
| Rychlost                   | 23                         | 10                         | 2                          | 5-6                        | 15                         | 3                          |
| jednotlivě* (x/x/x)        | 14,-,-,-                   | -,-,-,                     | ,,4,5                      | -,,,-,7                    | -,-,-,-,                   | -,,,5,                     |

* poznámka: napravo jsou poslední závody v roce
| Mistrovství Evropy v ledolezení | Mistrovství Evropy v ledolezení |
| Rok                             | 2014                            |
| ------------------------------- | ------------------------------- |
| Rychlost                        | 3                               |